# Любитино
Люби́тино (рос. Любытино) — смт в Новгородській області, адміністративний центр Любитинського муніципального району і сільського поселення Любитин.
Селище Любитино входить до переліку історичних міст Росії. Колишня його назва - село Біле. В центрі знаходяться похоронні сопки новгородських словен висотою до 10 метрів.

## Географія
Селище розташоване на правому березі річки Мста - в центрі розташовувалася в середній течії цієї річки.

## Історія
Свою легендарну історію селище веде з 947 року, коли, за легендою, дружина князя Ігоря Святославовича - княгиня Ольга, пропливаючи по Мсті до Новгорода, встановлювала по річці погости і данини. На місці одного з цих погостів (Малишевське городище) і розташоване нинішнє селище Любитино.
Вперше згадується як погост Прокоп'євський на річці Білій в 1581-1583 роках, а село Бор на лівому березі Мсти згадується як погост Більський раніше - біля 1495 року.
На рубежі XIX-XX століть в селі Білому була одна вулиця з 30 дворів, а населення села становило 150 осіб. Через село йшла торгівля лісом, борошном, худобою; при цьому баржі доставляли по річці Мсті вантажі в Новгород.